# Trīsciems
Trīsciems – jeden z mikrorejonów Rygi – stolicy Łotwy – położony w dystrykcie Północnym. Według danych na rok 2021 Trīsciems zamieszkiwało 1195 osób, a gęstość zaludnienia wyniosła 105 os./km².

## Geografia
Całkowita powierzchnia dzielnicy Triciems wynosi 11 319 km², czyli około dwa razy więcej niż średnia powierzchnia dzielnicy w Rydze. Jednak przestrzennie okolica ta jest dość łatwo identyfikowalna jako pewien obszar, ponieważ jest ograniczona linią kolejową Ryga-Saulkrasti oraz masywami leśnymi położonymi na granicy miasta. Stosunkowo najbardziej problematycznym miejscem granicy jest jedynie sąsiedztwo Jaunciems, które nie jest jednoznacznie identyfikowalne z natury. Ze względu na dużą powierzchnię tego osiedla, w tej dzielnicy mogłoby funkcjonalnie powstać kilka lokalnych ośrodków, lub jeden z jej głównych jednoczących elementów liniowych – Aleja Jaunciema – będzie pełnił rolę centrum. Wzdłuż obwodu długość granicy sąsiedztwa wynosi 14 956 metrów..

## Galeria

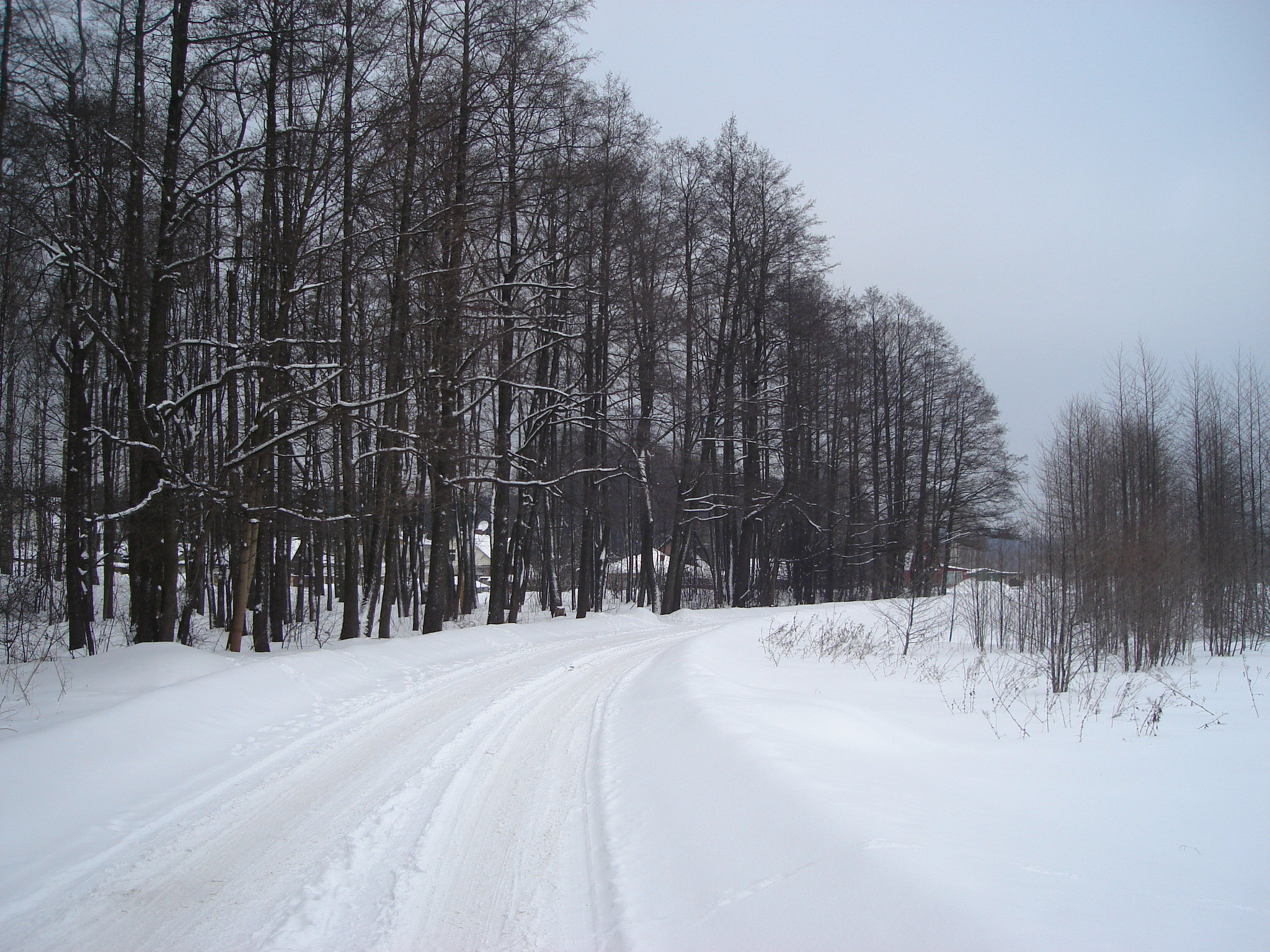
Ulica Lapsukalna w Trīsciems
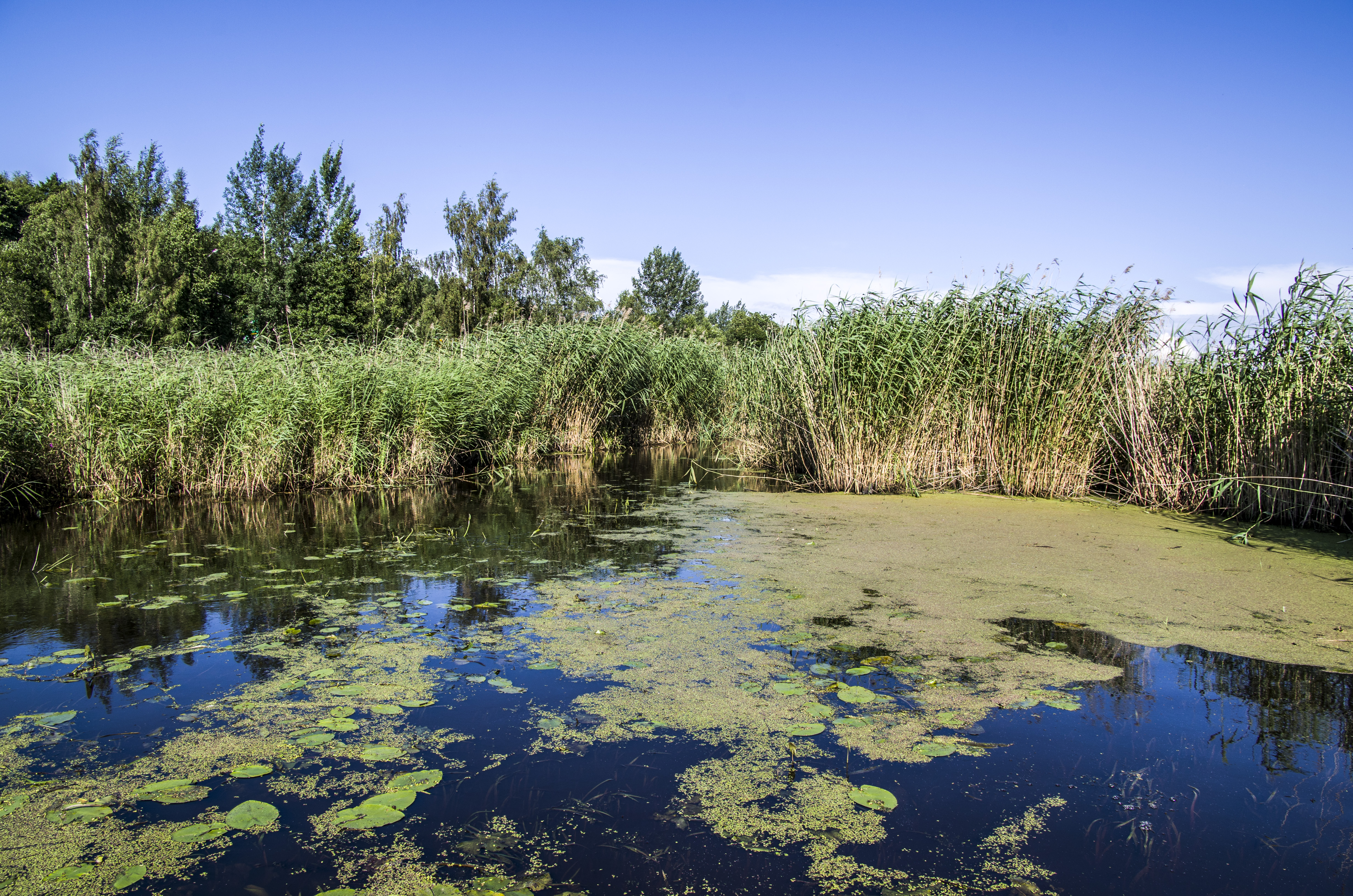
Jezioro w Trīsciems
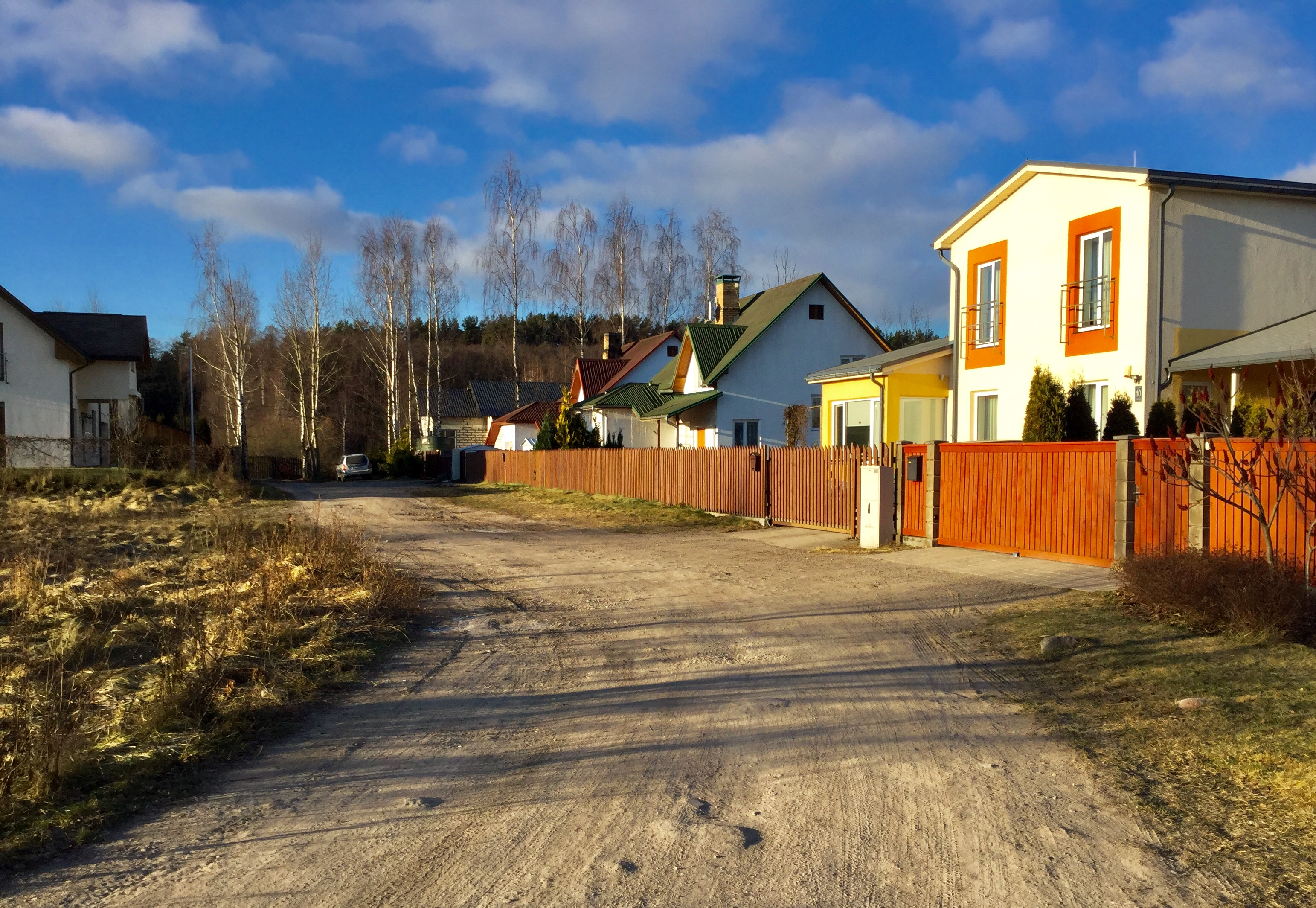
Ulica Trīsciema w Trīsciems
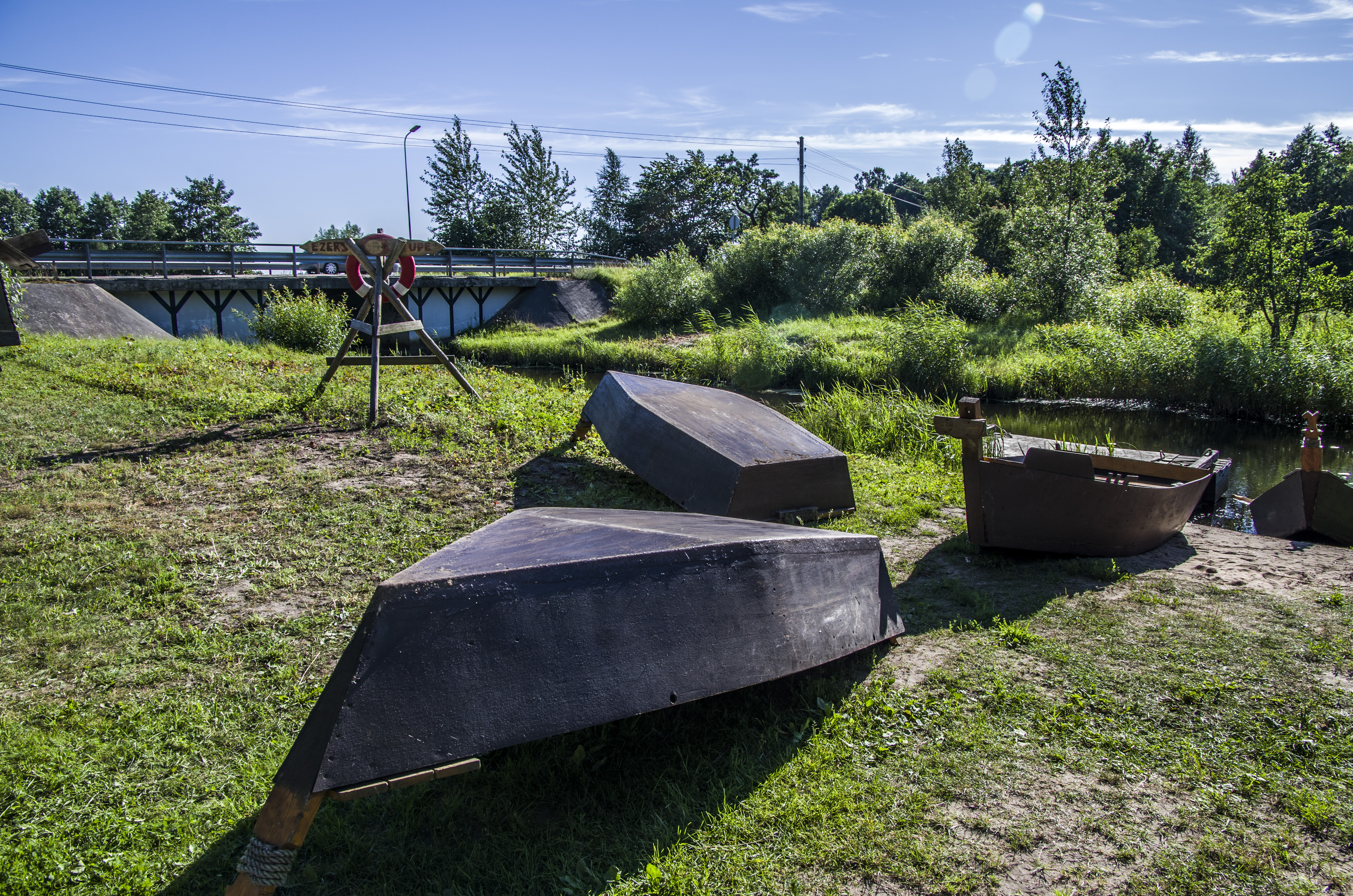
Zdjęcie rzeki w Trīsciems
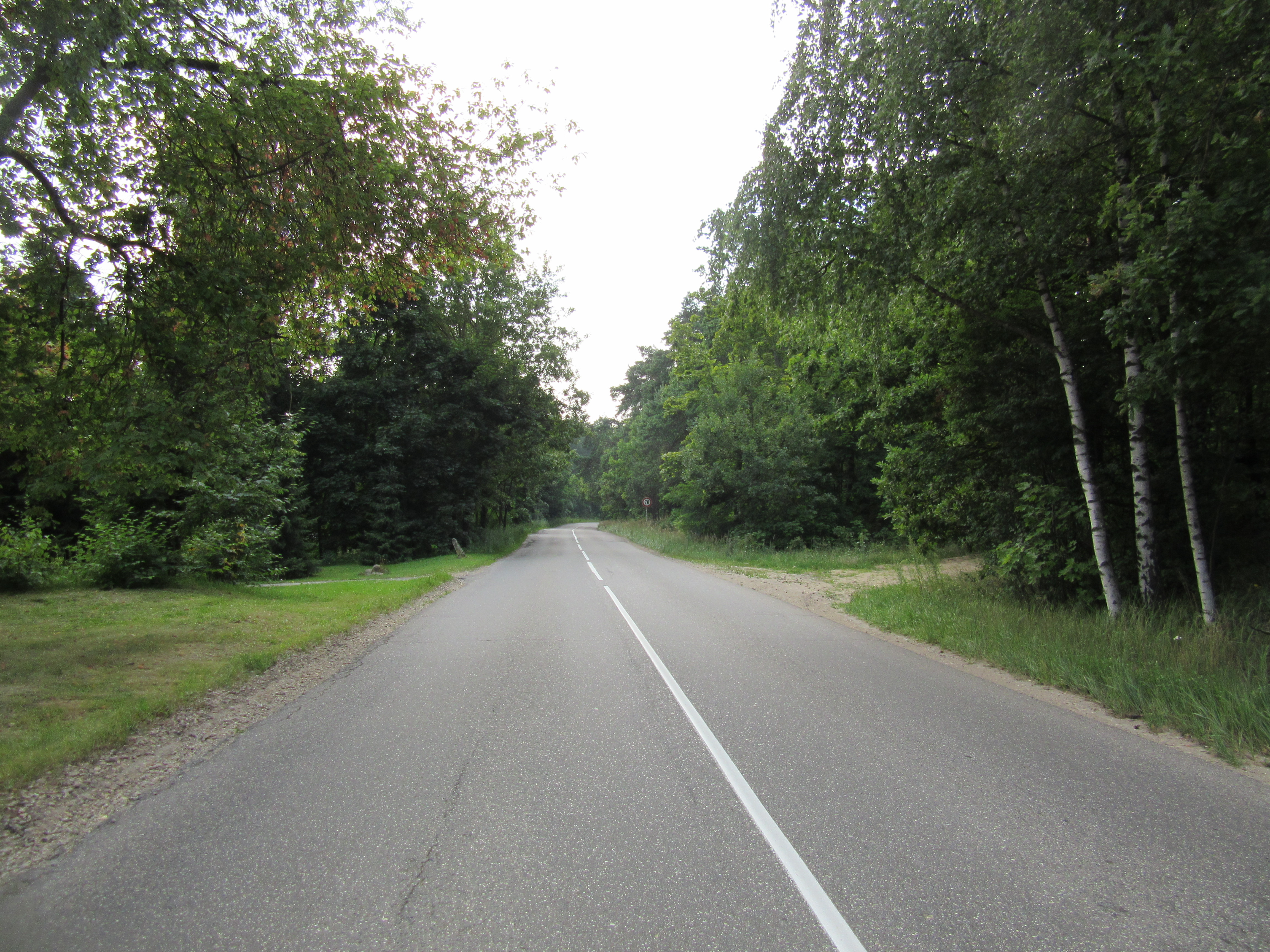
Ulica Jaunciema w Trīsciems